# Иррегулярные войска Российской империи

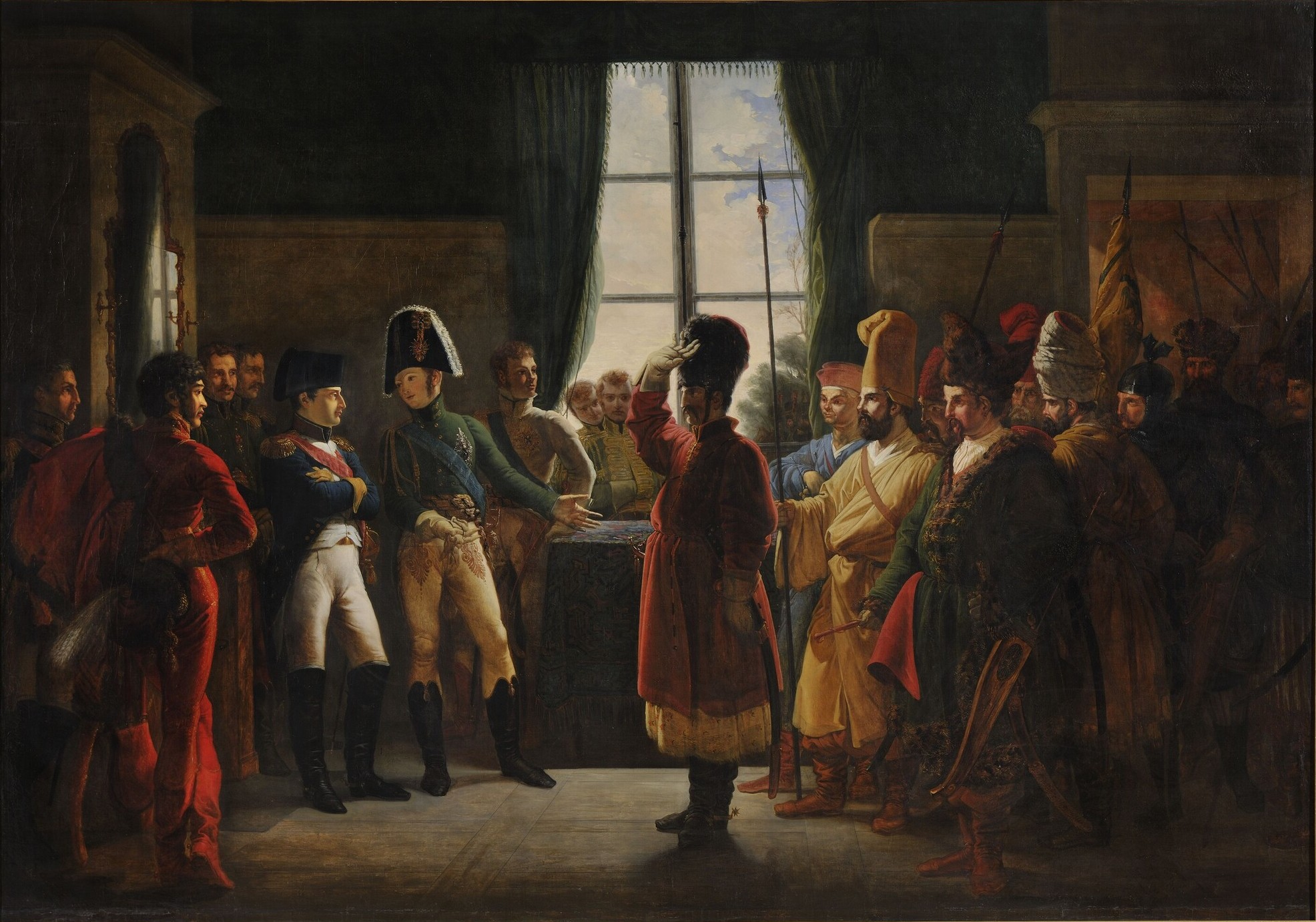
Александр I после заключения Тильзитского мира, представляет Наполеону казаков, калмыков и башкир своей армии. Пьер-Ноласк Бержере, 1807 год

Иррегуля́рные войска́ в Росси́йской импе́рии — это составная часть сухопутных войск (иррегулярные войска) Российской империи состоявшие из казаков и инородческих частей Русской императорской армии (РИА).
Позднее к ним добавились государственное ополчение и милиция, выставляемые населением некоторых племён на Кавказе и в Закаспийской области. На конец XIX века в милиции среди кавказских полков были дагестанский конный полк, кубанская, терская, дагестанская, карская и батумская милиции, Текинский конный полк. С середины XVII века в походах русской армии постоянно была представлена калмыцкая конница, позднее причисленная к казачьим войскам.
По утверждению МЭСБЕ, к концу XIX века в связи с ростом гражданского сознания и совершенствованием огнестрельного оружия значение иррегулярных войск упало, и те же казаки на практике по своему обучению и строю превратились в регулярные воинские части, и стали родом оружия РИА.
После Первой мировой войны 1914 — 1918 годов иррегулярные войска были упразднены во всех ведущих государствах мира. В современных условиях они могут состоять из разнородных боевых формирований, народного ополчения (народной армии), военизированных отрядов различного состава и назначения.

## История
Иррегулярные войска (от позднелатинского irregularis — неправильный), в отличие от регулярных войск — войска, не имеющие твёрдой и постоянной организации или по своему комплектованию, прохождению военной службы, обучению, воспитанию, обмундированию значительно отличающиеся от регулярных войск, сами себя обмундировывали, снаряжали, вооружали и обеспечивали лошадьми. Ранее в России войска состоявшие из казаков и инородческих частей.
Иррегулярные формирования, как высокоманёвренные, но слабо вооруженные и недостаточно обученные для действия в строю (См. Линейная тактика) придавались частям и соединениям регулярной русской армии для выполнения специфических мероприятий для этого вида лёгкой кавалерии, разведки и наблюдения, дозоров, аванпостов, засад, набегов и рейдов по тылам и преследования разбитого бегущего противника.

«из которых первые… составляли главнейшую массу, вторые же хотя и уступали первым по своему строевому устройству, но для некоторых родов военной службы являлись более полезными, чем регулярные» — Генерал от инфантерии А. Ф. Редигер
Казачьи войска поселённые на окраинах Русского государства, для охраны и кратковременной их обороны, за свою службу исстари пользовались обширными льготами по сравнению с прочими сословиями России.
В источниках конца XVI века сообщают об украинской службе московских служилых людей: «А украинским воеводам всем во всех украинских городех государь велел стоять по своим местом по прежней росписи и в сход им быть по прежней росписи по полком; а как будет приход воинских людей на государевы украины, и государь велел быти в передовом в украинском полку».
Все казачьи войска России и инородческое население Кавказского и Оренбургского края несли службу:
- внутреннюю — в пределах своего войска и поселений;
- линейную или кордонную службу — для охраны границ России;
- внешнюю службу — вне пределов своего войска, совместно с РИА.

На 1853 год в ведении Военного министерства Российской империи находились казачьи войска, которые имели сотенно-полковое устройство:
- Донское;
- Черноморское;
- Кавказское линейное;
- Уральское;
- Астраханское;
- Дунайское;
- Оренбургское;
- Азовское;
- Сибирское линейное;
- Забайкальское;
- Башкиро-Мещерское.

На 1 января 1856 года по спискам числилось в войсках ВС России:
- регулярных — 32 530 офицеров и 1 742 342 нижних чинов;
- иррегулярных — 3 640 офицеров и 168 691 нижних чинов;
- государственного ополчения 5 647 офицеров и 364 421 нижних чинов.

Всего: 41 817 офицеров и 2 274 544 нижних чинов.
С середины XVII века в походах русской армии (РИА) постоянно была представлена калмыцкая конница, позднее причисленная к казачьим войскам. После создания регулярных вооружённых сил (в начале XVIII века) иррегулярные войска существовали в виде частей лёгкой кавалерии (в XVIII веке) и казачьих войск — Донского, Черноморского, Астраханского и других.

«Командуя одними казаками. Мы жужжали вокруг сменявшихся колонн неприятельских, у коих отбивали отстававшие обозы и орудия, иногда отрывали рассыпанные  или растянутые по дороге взводы, но колоны оставались невредимыми… Колоны валили одна за другою, отгоняя нас ружейными выстрелами, и смеялись над нашим вокруг них безуспешным рыцарством»— Командир партизанского отряда Денис Давыдов.
К Инородческим иррегулярным войскам относились Лейб-гвардии Крымско-Татарский эскадрон, находившийся в ведении новороссийского генерал-губернатора, Закавказский конно-мусульманский полк, состоявший при действующей армии, Дагестанский конно-иррегулярный полк и Балаклавский греческий батальон, состоявшие на службе при Кавказском корпусе, и некоторые другие формирования.
В начале XX века в их состав входили также дагестанская и кубинская милиции, Дагестанский конный полк и Туркестанский конный дивизион. Эти формирования несли преимущественно местную службу и не имели постоянной и однообразной организации. Главное отличие милиций от казачьих войск состояло в том, что они комплектовались из лиц, не обязанных военной службой, а поступали в неё добровольно.
После Первой мировой войны 1914 — 1918 годов иррегулярные войска были упразднены во всех ведущих государствах мира. До этого они были в Австро-Венгрии (кроаты, пандуры), в Турции (башибузуки, черкесы, курды), а в начале XX века появились в Англии и Франции в их колониях — туземные войска.

## Состав
В состав иррегулярных войск Российской империи входили:
- Органы управления ИВ
- Казачьи войска
- Милиция
- Государственное ополчение[10]

## Органы военного управления
В Русском Царстве центральным органом военного управлением войск был сначала Стрелецкий Приказ, а затем Разрядный Приказ и Казачий приказ. В Сибири ведал Сибирский Приказ, на Украине — Малороссийский Приказ, мещерскими казаками — Мещерский Приказ, смоленскими грунтовыми казаками — Приказ Смоленского Разряда.
В Российской Империи службой ИВ заведовали (период):
- Военная коллегия (1721 — 1802);
- Военное министерство (1802 — 1835);
- Департамент военных поселений Военного министерства (1835 — 1857);
- Управление иррегулярных войск (1857 — 1867);
- Главное управление иррегулярных войск (1867 — 1879).

## Казачьи войска
На начало XX века в России насчитывалось 11 казачьих войск численностью около трёх миллионов человек; крупнейшим являлось Донские казаки. В мирное время казаки выставляли 17 полков и 6 отдельных сотен Донского казачьего войска, 11 полков и 1 дивизион Кубанского войска, 4 полка и 4 местные команды Терского войска, 6 полков и 1 дивизион и 2 сотни Оренбургского войска, 3 полка и 2 команды Уральского войска, 3 полка Сибирского войска, 1 полк Семиреченского войска, 4 полка Забайкальского войска, 1 полк Амурского войска, 1 дивизион Уссурийского войска, 2 сотни Иркутских и Красноярских казаков.
Кроме того, казаки выставляли три гвардейских полка (Казачий лейб-гвардии полк, Атаманский лейб-гвардии полк и Сводно-Казачий лейб-гвардии полк), и Собственный Его Императорского Величества Конвой из 4х сотен. В военное время казаки были обязаны выставить до 146 полков, 41 сотню, 22 пехотных батальона и 38 батарей конной артиллерии, общим штатом 178 000 человек.
Все казаки мужского пола считались обязанными военной службе со сроком 20 лет. В отличие от регулярной армии, призыв в которую был обусловлен рядом льгот и изъятий, казаки были обязаны службе все поголовно. Начиная с 18-летнего возраста, казак числился в приготовительном разряде в течение трёх лет. В течение этого времени он был обязан обзавестись конём и обмундированием. Затем казак зачислялся в строевой разряд, и проходил действительную службу в течение четырёх лет, после чего переводился «на льготу». Казаки «на льготе» продолжали числиться в «льготных» частях, первые четыре года — второй очереди, затем переводились из строевого разряда в запасной, и в части третьей очереди, но фактически все казаки «на льготе» уже не служили. В 33 года казак переводился в запас, в 38 лет — в ополчение.
Таким образом, организация казачьих частей отличалась от существовавшей в регулярной армии — вместо запасных батальонов (существовавших в регулярной армии) до двух третей казачьих частей в мирное время числились «на льготе», то есть фактически не существовали. В то же время в армейских запасных батальонах в мирное время назначался небольшой кадр, выполнявший роль организационного ядра по мобилизации, обычно в составе одного штаб-офицера, шести обер-офицеров и сорока нижних чинов. Мобилизация по военному времени регулярных войск и иррегулярных отличалась: в регулярных войсках увеличивался состав частей, но не их количество, в казачьих увеличивалось и количество частей за счёт мобилизации полков, состоявших «на льготе».

## Иррегулярные части
- Дагестанский конный полк, участвовал в русско–японской войне[11].
- 2-й Дагестанский конный полк.
- Ингушский конный полк.
- Кабардинский конный полк.
- Татарский конный полк.
- Черкесский конный полк.
- Чеченский конный полк.
- Кабардино-горский конно-иррегулярный полк.
- Кабардино-Кумыкский конно-иррегулярный полк.
- Чеченский конно-иррегулярный полк.
- Кавказский конно-горский дивизион.

## Милиция
С 1709 года в России начинает упоминаться слово ландмилиция (ланд нем. Land — страна, государство, милиция — от лат. Militia — военная служба, войско). В 1713 году государственные поселённые казацкие (слободские) полки на засечных линиях России реорганизованы и стали именоваться ландмилицией (земская милиция, милиция). Позже термин ландмилиция непонятный для народа заменён на словосочетание земская (народная) милиция или милиция означавший добровольную дружину, то есть военизированные организации, в соответствии с законами, наподобие формирований вооружённых сил.
О первых попытках создания узаконенных организаций народной самообороны от неприятеля упоминается выше.
На конец XIX века в милиции среди кавказских полков были дагестанский конный полк, кубанская, терская, дагестанская, карская и батумская милиции, Текинский конный полк.

## Государственное ополчение
Сбор даточных людей Пётр I положил в основу введённой им рекрутской повинности. Наряду с требованием даточных людей, входивших в состав войска в собственном смысле слова, в течение московского периода нередко созывалось и ополчение, получившее название великого; оно выставлялось помещиками и общинами и содержалось на их счёт. Иногда правительство прибегало к поголовному вооружению всего мужского населения той или другой местности, на счёт земли. Последний пример такого поголовного вооружения был при Петре I, для защиты Новгородской и Псковской земель, в 1708 году, ввиду ожидавшегося вторжения Карла XII.

## Факты
- По окончании Отечественной войны 1812 года донские казаки под руководством атамана Матвея Платова передали Казанскому собору Санкт-Петербурга 40 пудов (640 кг) серебра из трофеев, взятых в ходе преследования Великой армии которое «употребили на изображение четырех евангелистов и убранство собора»[12].

## Галерея

Казаки и башкиры
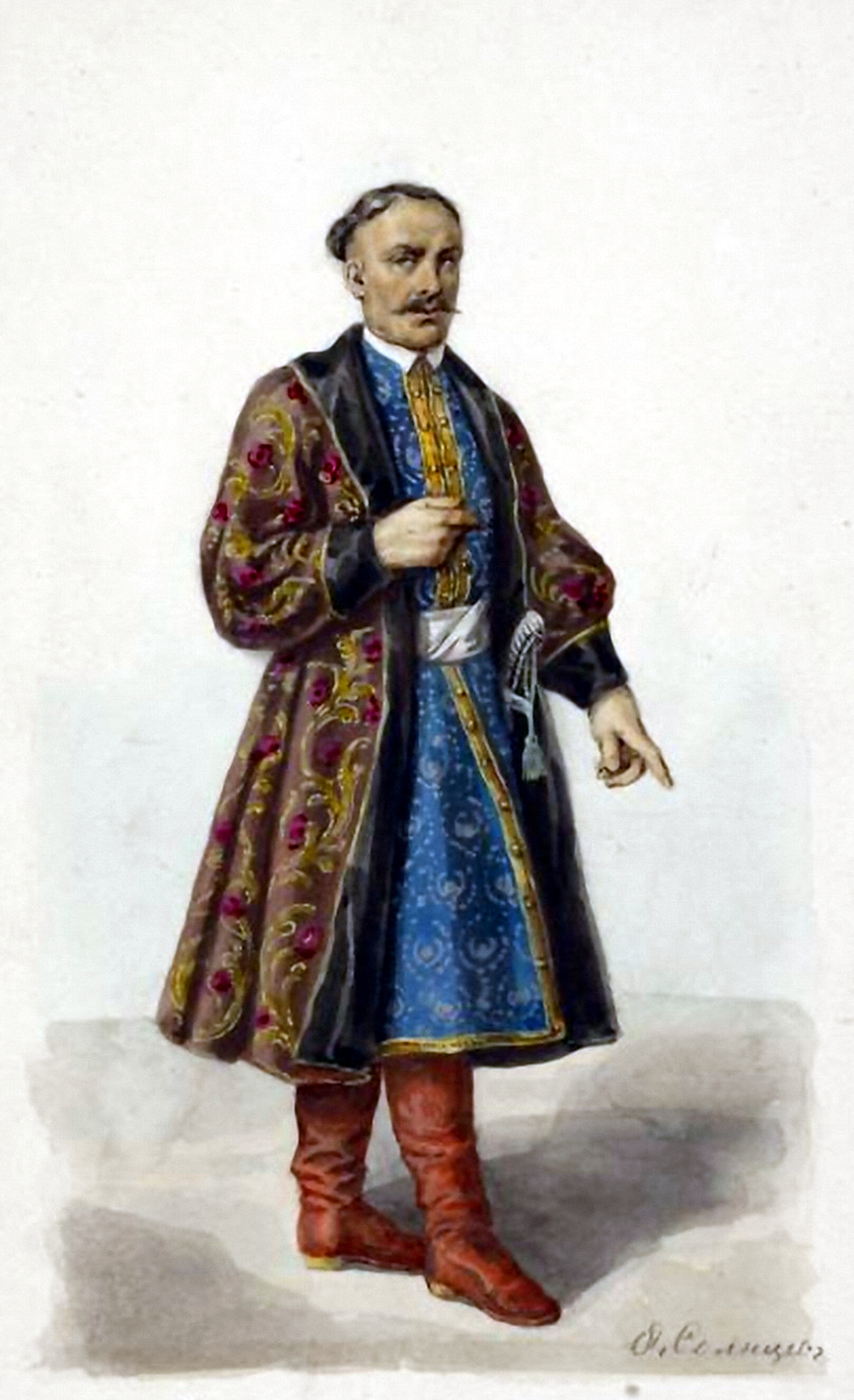
Старшина Войска Донского. Начало XVIII столетия
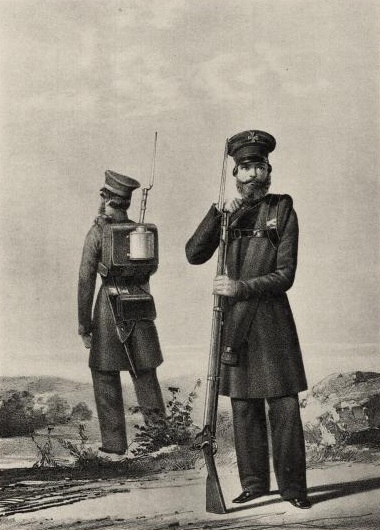
Стрелки ополчения Вологодской и Олонецкой губерний, 1812 год
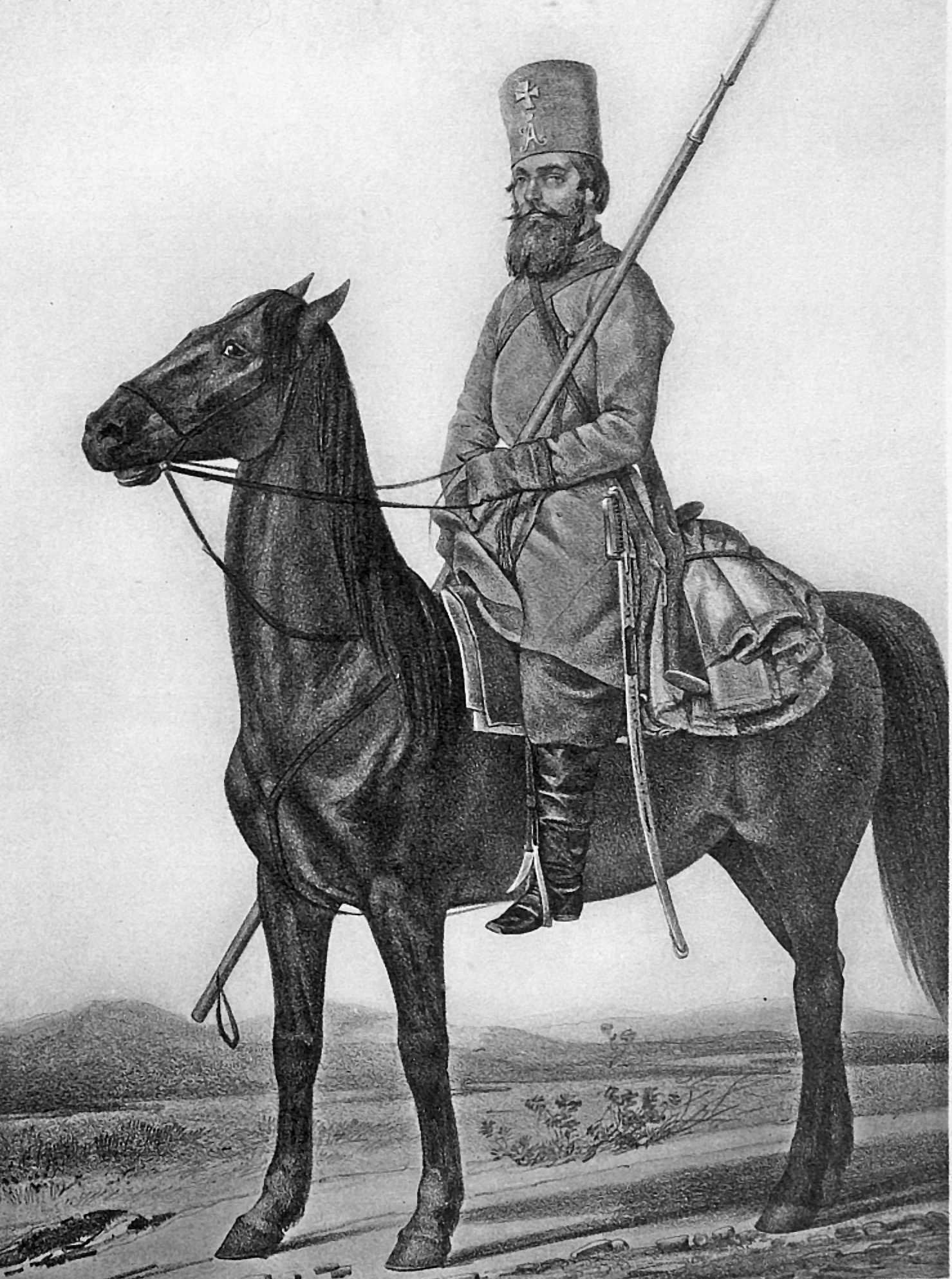
Конный казак Московского ополчения 1812—1831 годов
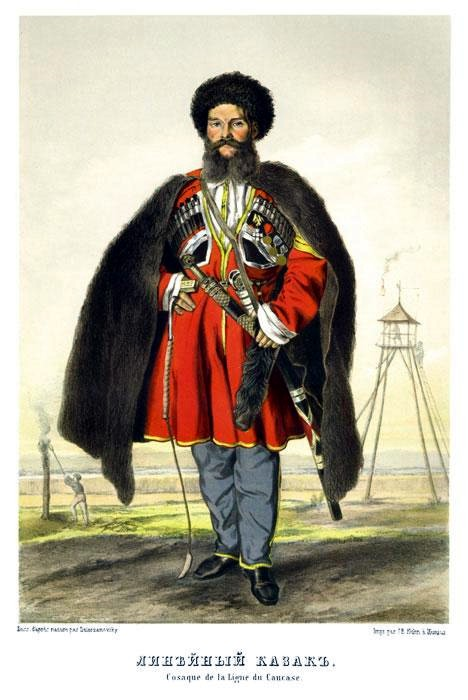
Густав-Теодор Паули, Линейный казак на Кавказе в 1880-x годах, из Этнографического описания народов России, СПб., 1862 год
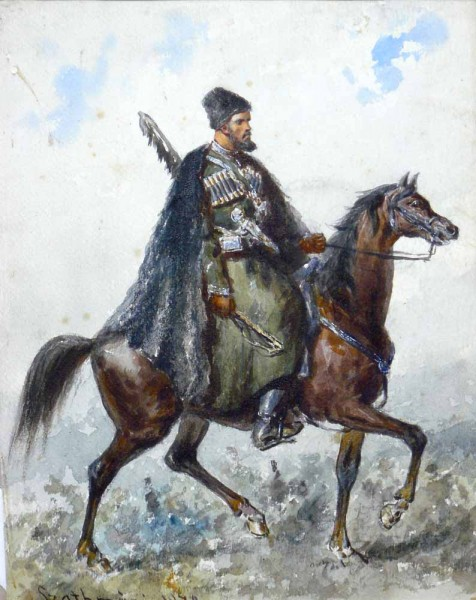
Конный казак, 1878 год
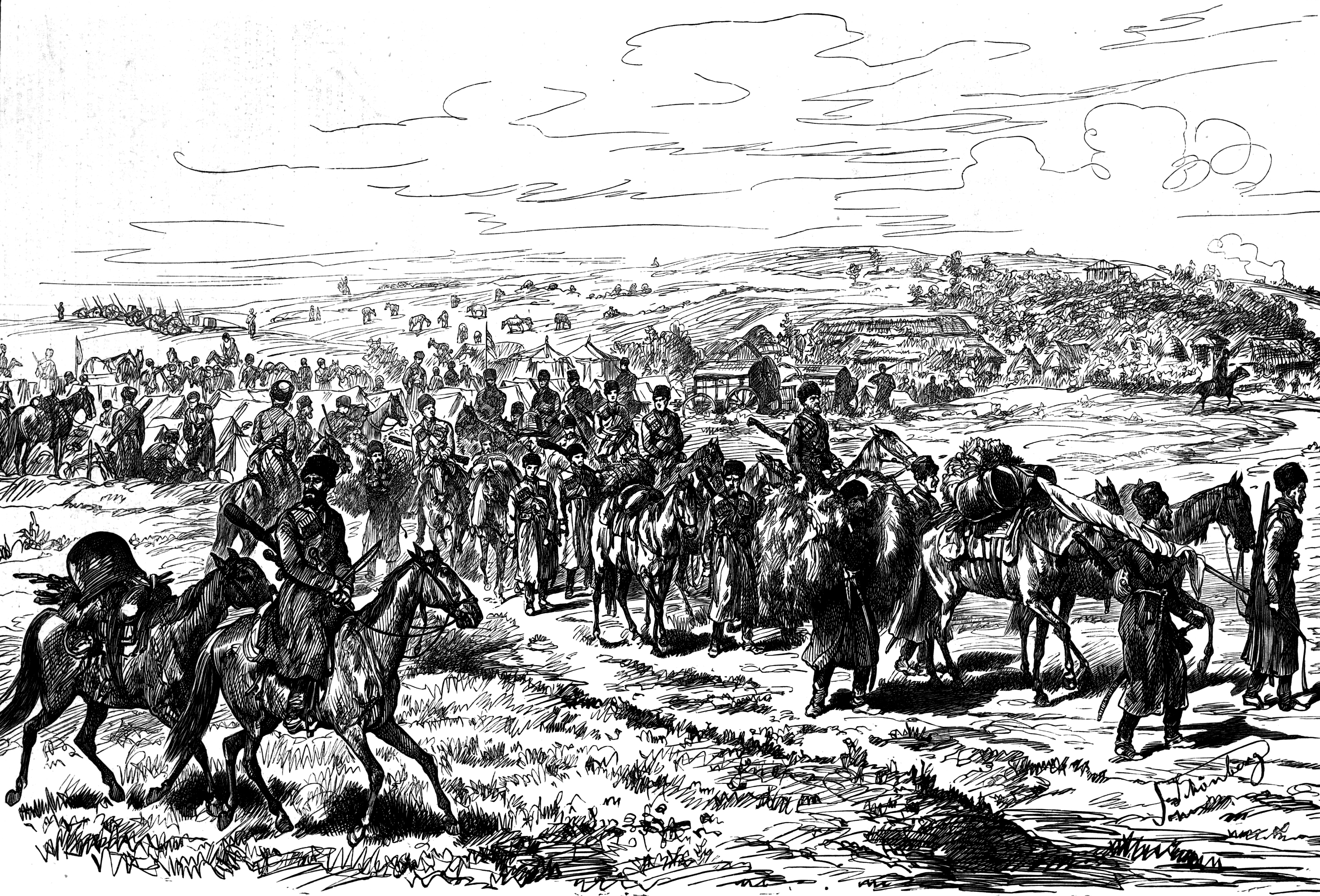
Казачий лагерь в период Освободительной войны, 1877 год
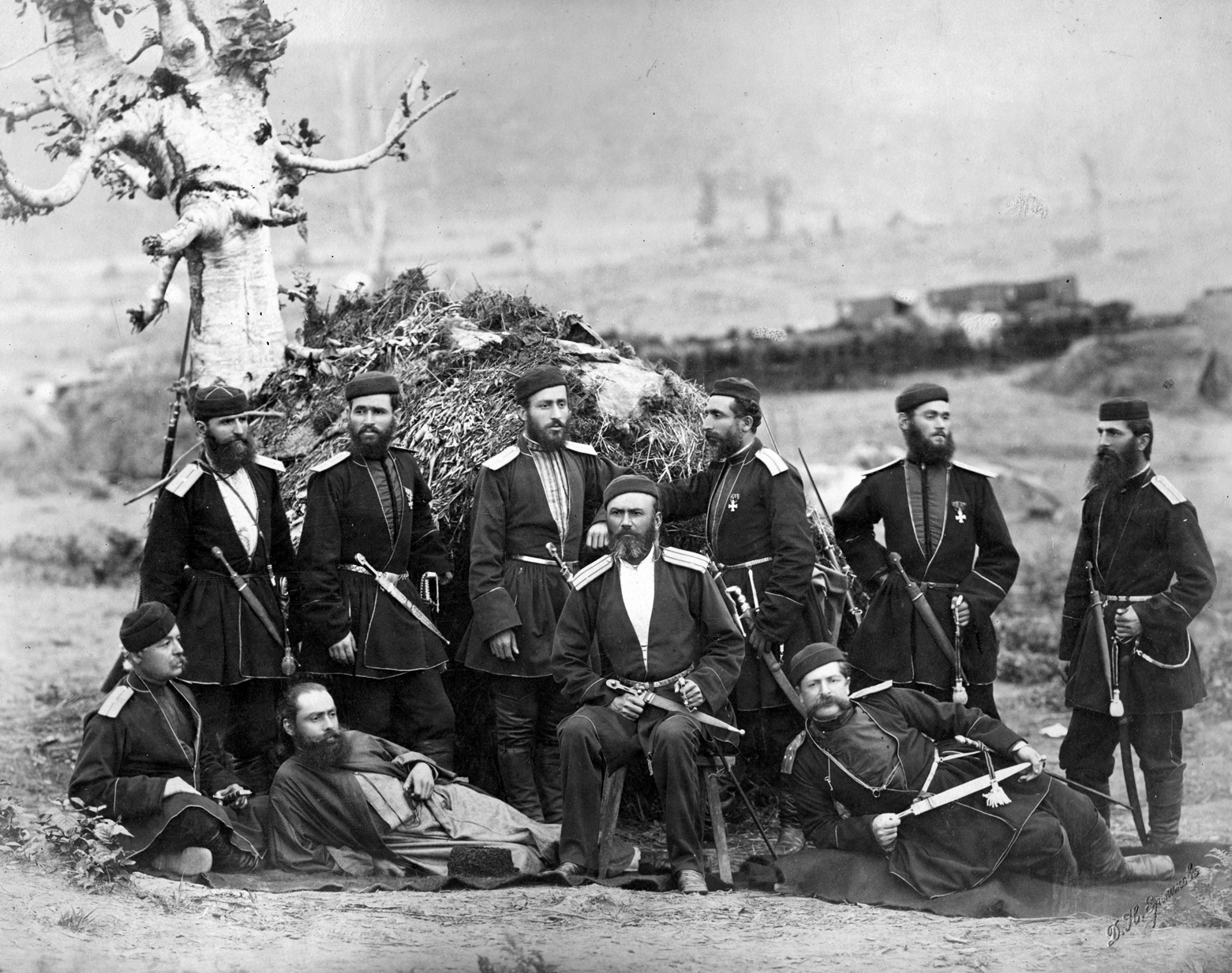
Милиционеры Грузинской милиции, Русско-Турецкая война 1878 год